# ولرمو (کالیفرنیا)
ولرمو (به انگلیسی: Valyermo) یک منطقهٔ مسکونی در ایالات متحده آمریکا است که در شهرستان لس‌آنجلس، کالیفرنیا واقع شده‌است.